# Kostel svatého Jiří (Lošany)
Kostel svatého Jiří v Lošanech je jednolodní, s polygonálně uzavřeným kněžištěm. Leží nedaleko návsi.

## Historie
V roce 1355 je v listinách zmiňován farář, v 17. století byl bez faráře a farnost byla obnovena v roce 1895. Od roku 2005 spadá pod římskokatolickou farnost Kolín.
V roce 1765 byl kostel rozšířen. Stávající kostel byl nově postaven v roce 1895 a 16. července 1896 posvěcen.

## Popis
Kněžiště i loď jsou sklenuty křížovou klenbou. Na bočních stranách kněžiště jsou fresky svaté Ludmily, svatého Václava, Vojtěcha a Prokopa od Ignáce Vysekala.
Veškeré zařízení kostela pochází z doby jeho obnovy. Varhany pochází z roku 1894.
Křížová cesta pochází od řezbáře Vojtěcha Šedivého z Kutné Hory.
Zvony jsou z původního kostela.